# 13号加利福尼亚州州道
13号加利福尼亚州州道（英語：California State Route 13），简称13号公路、13号州道，是美国加利福尼亚州一条南北向的州级公路。13号公路全程位于旧金山湾区的阿拉梅达县境内，连结奥克兰境内的580号州际公路和伯克利境内的80号州际公路。
13号公路包括前后互相连结的3段：
- 第一段“沃伦高速（Warren Freeway）”从奥克兰境内的I-580到24号加利福尼亚州州道，以美国首席大法官厄尔·沃伦命名；
- 第二段，从隧道路（Tunnel Road）开始至伯克利克莱蒙特大道（Claremont Avenue）结束；
- 第三段“阿什比大道（Ashby Avenue）”，东西方向、横贯伯克利南部，直达I-80/I-580。